# Российско-мьянманские отношения
Дипломатические отношения между Советским Союзом и Бирмой установлены 18 февраля 1948 года.

## История
Начало российско-мьянманским отношениям было положено в марте 1876 года, когда в Миандмай прибыли русский путешественник Пётр Пашуто и купец Григорий Хлудов. В Россию они доставили письмо бирманского министра иностранных дел с выражением искреннего желания установить дружественные отношения между нашими странами, а также просьба о подготовке специалистов в России. 30 августа 1876 года военный министр Дмитрий Алексеевич Милютин одобрил эту инициативу. По некоторым данным, российские военные принимали активное участие в Третьей англо-бирманской войне 1885—1887 гг. на стороне Бирмы.
Во второй половине XX века СССР оказывал Бирме активную техническую и материальную помощь. Так, в Янгоне советские специалисты построили технологический институт, гостиницу, а также госпиталь в Таунджи.

## Современная ситуация

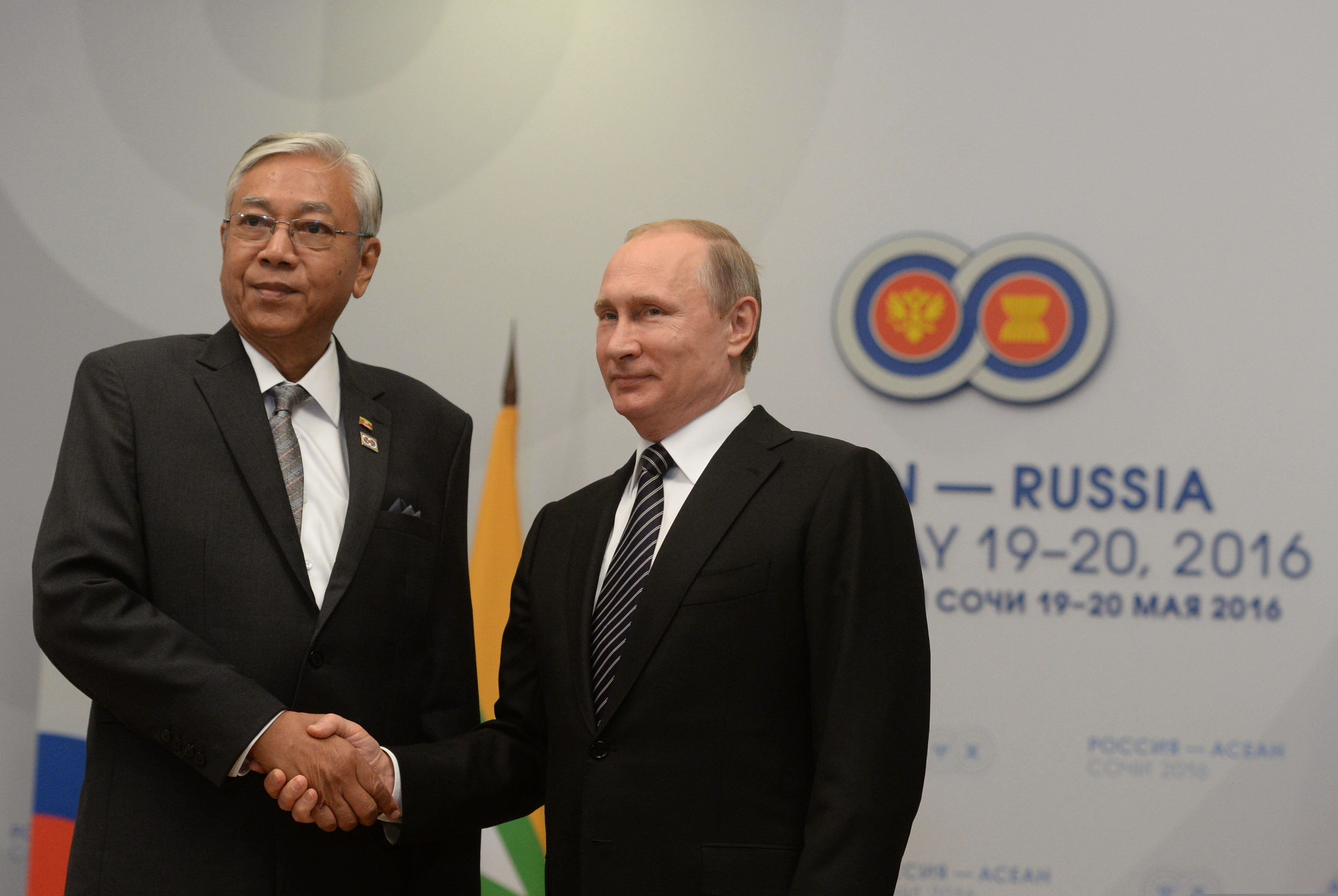
Президент Мьянмы Тхин Чжо с президентом России Владимиром Путиным. Сочи, 19 мая 2016 года

В апреле 2006 года с официальным визитом в Россию прибыл заместитель Председателя Госсовета мира и развития Мьянмы Маунг Эй. В этом же году в Мьянме побывал Председатель Верховного суда России. В июне 2009 года Москву посетил заместитель Верховного судьи Мьянмы.
Помимо этого, идёт налаживание межпарламентских контактов. В июне 2011 года Россию с официальным визитом посетил председатель Собрания народных представителей Всесоюзного парламента Мьянмы Тура Шве Ман. На регулярной основе осуществляются консультации по линии внешнеполитических ведомств.
Двусторонний товарооборот в 2012 году составил около 100 млн долларов США со значительным положительным сальдо в пользу России.
Российский экспорт в Мьянму: металлы, продукция химической и целлюлозно-бумажной промышленности. Мьянманский экспорт в Россию: древесина и текстиль.
Наиболее продвинутым сегментом российско-мьянманских связей является военно-техническое сотрудничество. В 2009 году подписан пакет крупных контрактов на поставку в Мьянму российской продукции военного назначения.
В 2016 году между военными ведомствами России и Мьянмы подписано соглашения о военном сотрудничестве, которое успешно реализуется все последующие годы. Военные двух стран обмениваются делегациями, решаются вопросы противодействия террористическим угрозам, в Мьянму поставляется российская военная техника, упрощён порядок захода военных кораблей в порты России и Мьянмы.
21 января 2021 года министр обороны Российской Федерации Сергей Шойгу прибыл с визитом в Мьянму. В ходе визита состоялись двусторонние переговоры с главнокомандующим вооружёнными силами республики старшим генералом Мин Аун Хлайном, посвящённые военному и техническому сотрудничеству и обстановке в Азиатско-Тихоокеанском регионе. 24 февраля 2022 года Мьянма открыто поддержала спецоперацию России. Об этом заявил Зо Мин Тун.
12 июля 2022 года военное правительство Мьянмы и «Росатом» подписали меморандум о сотрудничестве в области атомной энергетики в ходе частного визита главы военного правительства Мин Аунг Хлайнга в Россию.
3 августа министр иностранных дел России Сергей Лавров прибыл в Мьянму с официальным визитом, в рамках которого были анонсированы обсуждения вопросов безопасности и экономики. Лавров встретился со своим коллегой Вунной Маунг Лвин и другими официальными лицами. Сообщается, что ранее Россия вместе с Китаем смогли помешать введению международных санкций против Мьянмы, благодаря праву вето, которым они обладают как члены Совета Безопасности ООН. Россия является крупнейшим поставщиком оружия в Мьянму.
17 августа глава военного правительства Мьянмы Мин Аунг Хлаинг заявил, что страна закупила российский мазут, поэтапные поставки которого начнутся в сентябре. Связи между двумя странами укрепились благодаря оборонному партнёрству, в рамках которого Россия осуществляет поставки вооружения, боеприпасов и проводит обучение.
4 марта 2025 года в Кремле начались переговоры между президентом России Владимиром Путиным и премьер-министром Мьянмы Мин Аун Хлайном. Лидеры двух стран  обсудили перспективы укрепления двустороннего сотрудничества, а также актуальные международные темы. Были разговоры о торговле и современных инновациях.